# Gymnocalycium baldianum

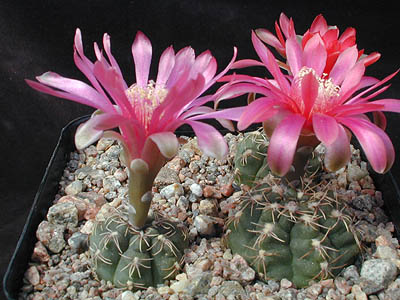
Virágzó Gymnocalcium baldianium

A Gymnocalycium baldianum a valódi kaktuszok (Cactaceae) Trichocereeae nemzetségcsoportjának Gymnocalycium nemzetségébe, a Lafaldensia fajsorba tartozó gömbkaktusz faj.
Korábbi, illetve szinonim nevei:
- Gymnocalycium platense var. baldianum
- Gymnocalycium sanguiniflorum
- Echinocactus sanguiniflorus
- Gymnocalycium venturianum

## Elterjedése
Észak-Argentínában, a Catamarca környéki hegyes vidéken, Ancasti, Andalgala és Hualfin városok környékén honos.

## Megjelenése, felépítése
Átmérője többnyire 6 cm-nél kevesebb; szürkés-, illetve kékeszöld, lapult gömb. Kilenc–tizenegy széles, kissé ívelt bordájának állszerű domborulatain ülnek az areolák. Egy-egy areolából 5–11 pirosas tövű, fehér vagy szürkés, sugarasan álló, rendszerint a növény teste felé kissé visszahajló peremtövis nő. Középtövise nincs.
Bimbója hengeres. Virágainak színe a bíborvöröstől a rózsaszínűig változó; ritkán akár fehér is lehet.

## Életmódja
A magoncok 3–4 éves korukban fordulnak termőre.